# Google Ads
Google Ads (vormals AdWords; Abkürzung Englisch „adverts“, Anzeigen, Werbungen) ist ein Werbesystem des US-amerikanischen Unternehmens Google LLC. Werbetreibende können damit Anzeigen schalten, die sich vor allem an den Suchergebnissen bei Nutzung der unternehmenseigenen Dienste orientieren. Der Dienst wurde am 24. Juli 2018 in Google Ads umbenannt und erhielt ein neues Logo.

## Geschichte
Zwei Jahre nach der Gründung von Google Inc. kündigte das Unternehmen am 23. Oktober 2000 an, den Dienst Google AdWords zu starten. Für die Beta-Version von AdWords meldeten sich 350 Werbetreibende an. Der Dienst ersetzte das Google Premium Sponsorship Program, das im August 2000 veröffentlicht wurde.
Nach der Einführung sah sich Google massiver Kritik ausgesetzt. So verklagte Louis Vuitton Google auf Schadensersatz, da Sponsored Links neben Suchergebnissen Markenrechte des Konzerns verletzt hätten. Google änderte die Richtlinien von AdWords nur im Einzelfall, beispielsweise durch ein Verbot von Werbung für Dialer-Seiten im November 2003. Nachdem Google AdWords in Englisch gestartet war, wurden weitere Sprachen hinzugefügt – darunter Deutsch, Französisch und Spanisch. Im Februar 2004 folgte die Unterstützung für Chinesisch.
2006 änderte Google die Richtlinien für die Programmierschnittstelle (AdWords-API). Während man zuvor kostenfrei die API in eigene Anwendungen integrieren konnte, wurde dies nun kostenpflichtig. Die Zahlungskonditionen wurden als kompliziert kritisiert, doch setzte sich Google durch. Google informierte Werbetreibende regelmäßig in einem eigens dafür eingerichteten Blog unter dem Titel Inside AdWords über Neuerungen. Seit Ende 2006 wurden Anzeigen auf bestimmte Geräte beschränkt. Zunächst konnten das HTC Dream und iPhone ausgewählt werden.
Nachdem Werbung von Beginn an versteigert und Pay-per-Click abgerechnet wurde, bezog Google ab Mitte 2008 weitere Kriterien in AdWords ein. So wurden neben dem Kaufpreis die Qualität der Anzeige und die Ladezeit ausschlaggebend für die Position einer Anzeige. Im April 2012 kündigte Google an, AdWords auf YouTube auszudehnen. Dies ermöglichte, außer mit Texten auch durch audiovisuelle Inhalte zu werben. Google positionierte AdWords for Video als Alternative zu lokaler TV-Anzeigen. Unter der Bezeichnung YouTube Advertiser Playbook wurde eine umfangreiche Anleitung veröffentlicht, die in Aspekte rund um das neue Angebot einführte. In Google Maps kann über die Funktion AdWords Express Werbung gebucht werden – auf den Standort des Nutzers bezogen.
Im Frühjahr 2013 erhielt Google AdWords ein neues Targeting zur medien- und geräteübergreifenden Planung von Kampagnen mit Smartphones und Tablets. Dazu passt Google die Anzeigen-Darstellung an Endgeräte an, etwa durch automatischen Zeilenumbruch. 2013 veranstaltete Google die Google Online Marketing Challenge. Hierbei versuchen Teams von Studierenden einer Universität oder Fachhochschule mit einem fest definierten Budget möglichst große Reichweite und hohe Umsätze zu erzielen. Die Teilnahme erforderte die Beteiligung eines Professors.
Google zertifiziert Lehrgänge zum „Google AdWords Experten“, wodurch Agenturen die Qualität ihrer Mitarbeiter nachweisen können.
Im Jahre 2018 wurde der Dienst in Google Ads umbenannt, da Worte nur einen Teilbereich der Werbung betreffen. Hierbei wurden die Produkte „DoubleClick Advertiser Products“ und „Analytics 360 Suite“ Teil der „Google Marketing Platform“.
Im Jahr 2021 wurde der neue Kampagnentyp PerformanceMax verfügbar. In diesem Kampagnentyp entscheidet ein Algorithmus über die Ausspielung in den verschiedensten Werbekanälen (Textsuche, Displaynetzwerk, Youtube-Netzwerk, Shopping oder Discover), um die maximale Leistungen der Kampagnen zu erzielen. In den ersten Monaten wurde PMax oft wegen eines Mangels an statistischen Daten oder der mangelnden Kontrollfunktionen kritisiert.

## Funktionen
Der wichtigste Bestandteil von Google Ads sind Schlüsselwörter (keywords): Damit kann ein Werbungtreibender vorab festlegen, dass eine Anzeige nur in den Ergebnissen für eine Suche nach jenen Begriffen oder zu thematisch passenden Seiten erscheinen soll. Dies soll eine Ausrichtung an den Interessen der Besucher ermöglichen und Streuverluste minimal halten. Außerdem lassen sich auch negative Schlüsselworte definieren, bei denen die Anzeige nicht erscheint.
Google Ads erhebt keine Gebühren für die Darstellung von Anzeigen, sondern erst bei Nutzer-Aktionen – in der Regel dem Klick auf die Anzeige und dem folgenden Besuch auf einer verlinkten Webseite. Häufig werden dazu auf die jeweilige Anzeige passende Landingpages verwendet. Plätze für Anzeigen werden laut Google versteigert. Dafür stehen bis zu vier Anzeigenplätze oberhalb und bis zu drei Anzeigenplätze unter den Suchergebnissen zur Verfügung. Ein Werbetreibender kann für jede Anzeige einen Höchstpreis festlegen, der für die Interaktion einer Zielperson bezahlt werden soll. Dies wird als maximaler CPC (Cost-per-Click) bezeichnet. Ads kombiniert alle bestehenden Interessenten an einem Schlüsselwort oder der Kombination mehrerer Begriffe. Zusätzlich fließt ein Quality Score in die Platzierung der Anzeige ein: Damit versucht Google einzuschätzen, wie interessant eine Anzeige für Besucher thematisch ähnlicher Seiten sein mag und beispielsweise auch an welchem Wochentag diese gut ankommt. Ein Werbetreibender erhält von Google keine Garantie, dass seine Anzeige eingeblendet wird, auch wenn es für die festgelegten Suchbegriffe keine konkurrierenden Anzeigen gibt.
Google baute den Werbedienst stetig aus, sodass Werbung auch auf Regionen oder Geräte oder die Kombination beider beschränkt werden kann. Zusätzlich wurde mit Google Ads Express eine Variante der Werbeplattform mit reduziertem Funktionsumfang für Kleinunternehmen mit regionalen Zielgruppen geschaffen. Sie können ein vereinfachtes Formular zur Gestaltung der Anzeige verwenden und müssen keine Schlüsselwörter, sondern passende Kategorien festlegen.

### Verfügbare Formate
Die meistgenutzte Form ist die Textanzeige. Sie beinhaltete bis 2017 eine Überschrift (maximal 25 Zeichen), eine Beschreibung (zwei Zeilen zu jeweils maximal 35 Zeichen) sowie einen Verweis auf die Zielseite. In letzterem Fall kann die angezeigte Adresse von der eigentlich verwendeten URL abweichen. Außerdem können Textanzeigen durch Produkt- und Preisangaben modifiziert und beispielsweise auch um eine Rufnummer ergänzt werden, wodurch Google diese als relevanter einstuft. Mit sogenannten Sitelink-Erweiterungen können den Anzeigen zusätzliche Links hinzugefügt werden, um Nutzer auf bestimmte Seiten der Website weiterzuleiten, zum Beispiel auf die Seite mit den Öffnungszeiten oder auf spezielle Produktseiten. Es werden stets zusätzliche Erweiterungen getestet, wie derzeit (September 2019) Affiliate Standorterweiterungen. Mobile WAP-Anzeigen stellen eine Variante der Textanzeigen dar, die nur auf speziell für mobile Geräte optimierten Websites dargestellt werden. 2016 wurde das Anzeigenformat geändert, seitdem haben die Anzeigen zwei Titelzeilen mit jeweils 30 Zeichen und eine Beschreibung mit 80 Zeichen. Mit Stand 2019 stehen 3 Anzeigentitel mit je 30 Zeichen und zwei Textzeilen mit je 90 Zeichen zur Verfügung.
Google Ads unterstützt ferner Display-Anzeigen mit statischen oder animierten Grafiken, welche Informationen visuell präsentieren. Die hierfür nutzbaren Formate reichen vom Leaderboard (728 × 90 Pixel) über den klassischen Banner bis zum Small Square (200 × 200 Pixel). Als Videoanzeige werden vollständige Videos verstanden, als auch in Videos eingeblendete Anzeigen textueller oder audiovisueller Art. Ausgespielt werden sie unter anderem in Googles AdSense-Werbenetzwerk.
2011 wurden von Google unter der Bezeichnung Product Listing Ads – später umbenannt in Shopping-Ads – Produktanzeigen eingeführt, die nur von Betreibern von Online-Shops genutzt werden können. Die entsprechenden Produktinformationen (Produktbild, Preis, Bezeichnung und weitere Angaben) müssen vom Werbetreibenden in Daten-Feeds bei Google hinterlegt werden. Anders als bei den Textanzeigen wird die Anzeigenschaltung in diesem Fall nicht durch Keywords bestimmt, sondern Google ordnet anhand der Produktdaten aus dem Feed der Suchanfrage eines Nutzers relevante Produkte und Shopping-Anzeigen zu.
Seit Mai 2012 gibt es außerdem die Möglichkeit, sogenannte Download-Anzeigen zu schalten. Dabei fungiert eine klassische Textanzeige als Verweis auf ein Programm für Android oder andere Betriebssysteme, das ohne Umweg aus dem entsprechenden App Store heruntergeladen werden kann.

### Ads Editor
Der Ads Editor ist ein kostenloses Programm für Windows und macOS zur Bearbeitung und Planung von Kampagnen außerhalb des Browsers. Zweck ist die Bearbeitung von Kampagnen, Anzeigengruppen, Keywords und Sitelinks. Kontoinformationen- und Einstellungen sind hierüber nicht einseh- bzw. veränderbar. Elemente können einzeln als auch im Bulkverfahren hinzugefügt oder geändert werden. Der Editor ermöglicht den CSV-Export um Kampagnen-Backups zu erstellen. Aber auch CSV-Importe sind möglich, um viele Änderungen einem Ads-Konto hinzuzufügen.
Die Software dient dem Erstellen und Optimieren der Kampagnen. Gespeicherte Backups können über die Importfunktionen geladen werden. Die Baumnavigation am linken Bildrand stellt Kampagnen und Anzeigengruppen dar. Der obere Bereich der rechten Seite stellt ausgewählte Elemente, deren Attribute und Statistiken dar. Darunter befindet sich das Bearbeitungsfeld. Je nachdem, welches Element oben ausgewählt wurde, ändern sich die Möglichkeiten zur Bearbeitung. Filter ermöglichen es, unkompliziert eine Auswahl zu treffen. Die angezeigten Elemente können anschließend einzeln oder gemeinsam bearbeitet werden. Alle Elemente können einzeln oder im Bulkverfahren verändert oder hinzugefügt werden. Die horizontale Navigation bietet entsprechende Buttons, welche den gewünschten Prozess einleiten.
Der Editor dient auch als Kontrollinstanz. Im Ads-Webinterface getätigte Änderungen sind endgültig. Im Ads Editor hingegen, gibt es selbst nach dem Bestätigen einer Änderung oder Hinzufügung Möglichkeiten, ungewollte Aktionen wieder rückgängig zu machen.
Die Änderung ist erst online, wenn diese hochgeladen wurde.

## Rechtsprechung
Der Europäische Gerichtshof bejahte im März 2010, dass eine Verletzung des Markenrechts durch Werbetreibende bei Google AdWords grundsätzlich möglich sei, sofern diese fremde Marken in ihren Anzeigen verwenden. Allerdings wurde eine entsprechende Sanktionierung wiederum nationalen Gerichten überlassen. Zuvor legte der Bundesgerichtshof dem EuGH eine Anfrage zur Entscheidung vor, nachdem ein Anbieter von Erotikartikeln die Marke eines Wettbewerbers als Schlüsselwort in Google AdWords nutzte. 2011 stellte das Gericht im zweiten Bananabay-Urteil klar, dass AdWords keine Markenrecht verletzt, wenn die Marke des Wettbewerbers nur als Schlüsselwort dient, die Anzeige selbst aber „weder das Zeichen noch sonst einen Hinweis auf den Markeninhaber oder auf die von diesem angebotenen Produkte enthält“. Im Dezember 2012 wurde die Rechtsprechung in einem weiteren Prozess um Konditorei- und Schokoladenprodukte präzisiert.
Zuvor war die Verwendung eingetragener Marken in AdWords-Anzeigen untersagt. Nach der Entscheidung des Europäischen Gerichtshofs änderte Google die allgemeinen Geschäftsbedingungen, so dass dieses Verhalten mit Ausnahme weniger Marken ab September 2010 gestattet wurde. Die Änderung gilt weltweit, nachdem sie 2013 in China, Australien und Brasilien eingeführt wurde.

## Zertifizierung
Google bietet Werbeagenturen, die Kunden bei der Verwendung von Ads unterstützen, eine Zertifizierung als sogenannter Google Advertising Professional an. Das Angebot soll Kunden eines Dienstleisters signalisieren, dass der betreffende Anbieter über ausreichend Kenntnisse in Google Ads verfügt und in der Lage ist, Kampagnen auf der Plattform professionell zu verwalten. Es werden sowohl Einzelpersonen als auch Unternehmen zertifiziert, die in einer Prüfung ihr Wissen nachweisen müssen und im Erfolgsfall auf spezielle Schulungsmaterialien und Gutscheine zugreifen können. Außerdem dürfen zertifizierte Partner mit einem Logo des Programms für ihre Dienstleistungen werben. Die Mitgliedschaft im Partnerprogramm von Google Ads muss jährlich erneuert werden.
Die Kriterien der Zertifizierung für Google Ads wurden zuletzt im April 2010 überarbeitet. Google bietet ausgesuchten Dienstleistern die Google Ads API zur Entwicklung eigener Anwendungen kostenlos an.

## Klickbetrug
Bereits seit Beginn kämpft Google mit Klickbetrug auf Ads. Dieser wird meist in der Suchmaschine Google und seltener auf dritten Websites durchgeführt. Dabei werden gezielt Anzeigen angeklickt ohne ein Interesse an den verlinkten Angeboten. Dies schadet dem Werbetreibenden und kann dazu führen, dass sein Tages-, Wochen- oder Monatsbudget schneller erreicht wird, als bei einem Wettbewerber. Unterschiedliche Untersuchungen gehen davon aus, dass etwa fünf bis zehn Prozent aller Zugriffe auf Anzeigen problematischen Absichten zuzurechnen sind.
Google unterscheidet formell den Klickbetrug, bei dem absichtlich Anzeigen ohne Kaufabsicht aufgerufen werden von ungültigen Zugriffen, die unabsichtlich erfolgen. Google gibt an, entsprechende Klicks auf Anzeigen anhand diverser Kriterien, beispielsweise der IP-Adresse oder eines Cookies, zu filtern und Kunden nicht in Rechnung zu stellen. Viele Jahre waren diese Schutzmechanismen Gegenstand von Rechtsstreitigkeiten. Bei einem von Google als Klickbetrug eingestuften Verhalten wird der Publisher, der Ads auf seiner Webseite zur Anzeige einbindet, gesperrt. Diese Sperre kann nur bei erfolgreichem Einspruch abgewendet werden. Google begründet keine Sperrung, sondern verweist auf automatisierte Algorithmen.

## Kritik
Google wurde auf Grund seines Werbenetzwerks mitunter kritisiert, potentiell irreführende, wettbewerbsrechtlich bedenkliche und illegale Werbung nicht zu unterbinden. Zudem wurde über Jahre kritisiert, dass Google eigene Onlinedienste in Suchergebnissen bevorzugt – auch bei bezahlten Anzeigen auf Ads. Ein Kartellverfahren vor der Federal Trade Commission legte Google im Januar 2013 bei, da es Änderungen an seinen Diensten zustimmte. Dazu gehörte unter anderem eine Export-Funktion für Kampagnen in Ads, mit deren Hilfe ein Kunde diese leichter bei konkurrierenden Anbietern wie Microsoft oder Yahoo schalten können soll.
Im August 2011 stimmte Google gegenüber dem US-Justizministerium einer Strafzahlung von 500 Millionen US-Dollar zu, da kanadische Apotheken bei Google in den Vereinigten Staaten Anzeigen schalteten und Google so half, die Verschreibungspflicht für Medikamente zu umgehen. Dem Google-Vorstand war die Illegalität dieser Praxis seit 2003 bekannt.
Als das Google-Keyword-Tool für Ads 2013 durch einen Google-Keyword-Planer ersetzt wurde, krisitierten manche Nutzer, dass dies die Eröffnung eines Google-Kontos erzwingt. Die Optimierung auf mobile Endgeräte wurde begrüßt und erheblich schlechtere Eigenschaften für die Suchmaschinenoptimierung bemängelt. Google begründete in einem Blog die Einstellung des Angebots.
Im Zuge einer Wettbewerbsklage des Bundesstaates Texas mit neun US-Bundesstaaten betonte der Generalstaatsanwalt Ende 2020:
„Google nutzt seine Marktmacht, um Preise für Internetwerbung zu kontrollieren, ein Kartell zu bilden und Auktionen zu manipulieren“. Google verschwieg die Manipulation der Kurzzeit-Auktionen um Werbeplätze und erwarb daher Geld, das an Verleger hätte fließen sollen. Da Google durch Vergleiche mit früheren Geboten die voraussichtlichen Höchstgebote konkurrierender Werbenetzwerke abschätzt, können eigene Partner mit minimal höchsten Geboten den Zuschlag erhalten. Google und Werbepartner teilen sich, was der Kunde ohne die Manipulation gezahlt hätte. Allein im Jahre 2013 brachte das Google-Projekt „Bernanke“ hierdurch 230 Millionen Dollar zusätzlich ein. „Google ist hier zugleich Ballwerfer, Fänger und Schiedsrichter“, erklärte der Generalstaatsanwalt die Anklage mit einem Baseball-Vergleich.